# Соколово (Санчурский район)
Соколово — деревня в Санчурском муниципальном округе Кировской области России.

## География
Деревня находится в юго-западной части Кировской области, в зоне хвойно-широколиственных лесов, на правом берегу реки Ирыкш, к востоку от автодороги 33Р-029, на расстоянии приблизительно 16 километров к северо-востоку от Санчурска, административного центра района. Абсолютная высота — 101 метр над уровнем моря.
Климат
Климат характеризуется как умеренно континентальный, с умеренно холодной снежной зимой и тёплым летом. Среднегодовая температура — 1,5 °C. Абсолютный минимум температуры воздуха самого холодного месяца (января) составляет −45 °C; абсолютный максимум самого тёплого месяца (июля) — 37 °C. Годовое количество атмосферных осадков — 687 мм, из которых большая часть выпадает в тёплый период.

## Население
| 2010 |
| ---- |
| 13   |

Половой состав
По данным Всероссийской переписи населения 2010 года в гендерной структуре населения мужчины составляли 76,9 %, женщины — соответственно 23,1 %.
Национальный состав
Согласно результатам переписи 2002 года, в национальной структуре населения марийцы составляли 81 % из 31 чел.